# 小行星7949
小行星7949（英語：7949）是一颗围绕太阳公转的小行星。1992年9月23日，埃莉諾·赫琳在帕洛马山发现了此天体。
这颗小行星的绝对星等为263.5372922222027等。